# Wilma Goich
Wilma Goich, née le 16 octobre 1945 à Cairo Montenotte (province de Savone, en Italie), est une chanteuse italienne, également personnalité de la télévision.

## Biographie
Wilma Goich commence sa carrière en 1964 en sortant son premier single Dopo il sole pioverà. Elle a ses principaux succès en 1966 et 1968, avec les chansons In un fiore et Gli occhi miei, qui ont culminé respectivement aux sixième et septième places du hit-parade italien. Entre 1971 et 1979, Goich forme avec son mari d’époque Edoardo Vianello le duo à succès Vianella.
En 1991, elle rejoint le présentateur de télévision Mike Bongiorno dans l'émission de jeu télévisé Tris (it) sur Canale 5.
Goich a participé au concours du festival de musique de Sanremo à six reprises entre 1965 et 1994.